# Rugby-Union-Südamerikameisterschaft 2005
Die Rugby-Union-Südamerikameisterschaft 2005 (spanisch Sudamericano de Rugby 2005) der Division A war die 27. Ausgabe der südamerikanischen Kontinentalmeisterschaft in der Sportart Rugby Union. Teilnehmer waren die Nationalmannschaften von Chile und Uruguay, während Argentinien mit einer Auswahl der Provinzverbände vertreten war. Alle Spiele fanden in der argentinischen Hauptstadt Buenos Aires statt. Den Titel gewann zum 26. Mal Argentinien.
Im selben Jahr fand der Wettbewerb der Division B statt, der fünf weitere Nationalteams aus Brasilien, Kolumbien, Paraguay, Peru und Venezuela umfasste. Diese Spiele wurden in der paraguayischen Hauptstadt Asunción ausgetragen.

## Division A

### Tabelle
Für einen Sieg gab es drei Punkte, für ein Unentschieden zwei Punkte, bei einer Niederlage einen Punkt.
|    | Land                  | Spiele | Siege | Unent. | Ndlg. | Spiel- punkte | Diff. | Tabellen- punkte |
| -- | --------------------- | ------ | ----- | ------ | ----- | ------------- | ----- | ---------------- |
| 1. | Provincias Argentinas | 2      | 2     | 0      | 0     | 75:34         | + 41  | 6                |
| 2. | Uruguay               | 2      | 1     | 0      | 1     | 55:52         | + 3   | 4                |
| 3. | Chile                 | 2      | 0     | 0      | 2     | 38:82         | − 44  | 2                |

### Ergebnisse
| 8. Mai 2005 15:30 ART (UTC−3) | Provincias Argentinas                                                                              | 48 : 13         | Chile                                                      | Club Monte Grande, Buenos Aires Zuschauer: 4500 Schiedsrichter: Santiago Slinger (Uruguay) |
| 8. Mai 2005 15:30 ART (UTC−3) | Versuche: Barni Costa (2) de Chazal de Vedia Graco Higgs Strafversuch Erhöhungen: Correa Graco (3) | (19:10) Bericht | Versuche: del Campo Erhöhungen: Cruz Straftritte: Cruz (2) | Club Monte Grande, Buenos Aires Zuschauer: 4500 Schiedsrichter: Santiago Slinger (Uruguay) |

| 11. Mai 2005 15:30 ART (UTC−3) | Chile                                                                                    | 25 : 34         | Uruguay                                                                                                   | Club Los Matreros, Buenos Aires Schiedsrichter: Daniel Jabase (Argentinien) |
| 11. Mai 2005 15:30 ART (UTC−3) | Versuche: Llorens Tocigi Zolezzi Strafversuch Erhöhungen: Cruz (2) Straftritte: Cruz (2) | (13:12) Bericht | Versuche: Álvarez Baldassari Conti Delgado Pereira Erhöhungen: Dugonjic (2) Pereira Straftritte: Dugonjic | Club Los Matreros, Buenos Aires Schiedsrichter: Daniel Jabase (Argentinien) |

| 15. Mai 2005 15:30 ART (UTC−3) | Provincias Argentinas                                          | 27 : 21         | Uruguay                                                                 | Club Los Matreros, Buenos Aires Schiedsrichter: Jaime Vial (Chile) |
| 15. Mai 2005 15:30 ART (UTC−3) | Versuche: Berberian Fessia Galindo Higgs (2) Erhöhungen: Graco | (22:16) Bericht | Versuche: Álvarez Peyrou Erhöhungen: Dugonjic Straftritte: Dugonjic (3) | Club Los Matreros, Buenos Aires Schiedsrichter: Jaime Vial (Chile) |

## Division B

### Tabelle
Für einen Sieg gab es drei Punkte, für ein Unentschieden zwei Punkte, bei einer Niederlage einen Punkt.
|    | Land      | Spiele | Siege | Unent. | Ndlg. | Spiel- punkte | Diff. | Tabellen- punkte |
| -- | --------- | ------ | ----- | ------ | ----- | ------------- | ----- | ---------------- |
| 1. | Paraguay  | 4      | 4     | 0      | 0     | 289:26        | + 263 | 12               |
| 2. | Brasilien | 4      | 3     | 0      | 1     | 130:71        | + 59  | 10               |
| 3. | Peru      | 4      | 2     | 0      | 2     | 54:141        | − 87  | 8                |
| 4. | Kolumbien | 4      | 1     | 0      | 3     | 48:170        | − 122 | 6                |
| 5. | Venezuela | 4      | 0     | 0      | 4     | 45:158        | − 113 | 4                |

### Ergebnisse
| 23. September 2005 | Brasilien | 38 : 14 | Peru | Colegio San José, Asunción |
| 23. September 2005 |           |         |      | Colegio San José, Asunción |

| 23. September 2005 | Paraguay | 82 : 8 | Kolumbien | Colegio San José, Asunción |
| 23. September 2005 |          |        |           | Colegio San José, Asunción |

| 25. September 2005 | Brasilien | 20 : 12 | Venezuela | Colegio San José, Asunción |
| 25. September 2005 |           |         |           | Colegio San José, Asunción |

| 25. September 2005 | Paraguay | 68 : 13 | Peru | Colegio San José, Asunción |
| 25. September 2005 |          |         |      | Colegio San José, Asunción |

| 28. September 2005 | Paraguay | 94 : 7 | Venezuela | Colegio San José, Asunción |
| 28. September 2005 |          |        |           | Colegio San José, Asunción |

| 28. September 2005 | Kolumbien | 16 : 17 | Peru | Colegio San José, Asunción |
| 28. September 2005 |           |         |      | Colegio San José, Asunción |

| 30. September 2005 | Brasilien | 64 : 0 | Kolumbien | Colegio San José, Asunción |
| 30. September 2005 |           |        |           | Colegio San José, Asunción |

| 30. September 2005 | Peru | 20 : 19 | Venezuela | Colegio San José, Asunción |
| 30. September 2005 |      |         |           | Colegio San José, Asunción |

| 2. Oktober 2005 | Kolumbien | 7 : 24 | Venezuela | Colegio San José, Asunción |
| 2. Oktober 2005 |           |        |           | Colegio San José, Asunción |

| 2. Oktober 2005 | Paraguay | 45 : 8 | Brasilien | Colegio San José, Asunción |
| 2. Oktober 2005 |          |        |           | Colegio San José, Asunción |